# Хейден-Гест, Лесли, 1-й барон Хейден-Гест
Лесли Хейден-Гест, 1-й барон Хейден-Гест, (англ. Leslie Haden-Guest, 1st Baron Haden-Guest; 10 марта 1877 — 20 августа 1960) — английский политический деятель.

## Биография
Военный врач. Деятель лейбористской партии. В 1920 году входил в состав лейбористской делегации, посетившей Советскую Россию.
Член Парламента в 1923—1927 и 1938—1950 годах. В 1950 году ему был пожалован баронский титул.
Хейден-Гест принял иудаизм перед женитьбой на Мюриэль Голсмид, своей второй жене. Он отказался от иудаизма в 1924, называя себя «Konfessionslos». Он был первым иудеем, избранным в парламент от лейбористской партии.
Сын — Дэвид Гест, математик и философ, коммунист. Участник гражданской войны в Испании. Доброволец-интербригадовец.

## Сочинения
- The struggle for power in Europe, 1917—1921. An outline economic and political survey of the central states and Russia. 1921